# Iglesia de San Juan el Real (Calatayud)
La iglesia de San Juan el Real de Calatayud (provincia de Zaragoza, Aragón, España) es un templo parroquial católico construido en estilo barroco en los siglos XVII y XVIII y que antes de su conversión en parroquia fue la iglesia del antiguo Colegio de la Compañía de Jesús. Atesora varias obras de interés artístico, aunque su patrimonio más valioso lo integran los óleos que cubren las cuatro pechinas bajo la cúpula central y las tablas de las puertas de un armario de reliquias sito en la Sala Capitular, obras atribuidas a un joven Francisco de Goya, autoría que no todos los expertos comparten.

## Historia
La compañía de Jesús se estableció en Calatayud a finales del siglo XVI, fundando un Colegio. En el siglo siguiente los jesuitas edificaron en el estilo barroco de la época una suntuosa iglesia dedicada a la Virgen del Pilar. El escritor y sacerdote Baltasar Gracián (1601-1658), natural de la cercana Belmonte, estuvo vinculado al Colegio desde muy joven y de adulto regresó al mismo para dar clases de Humanidades en el Seminario del complejo.
Tras la expulsión de los jesuitas de España en 1767 y muy poco después de producirse las supuestas colaboraciones pictóricas de Goya, la iglesia se convirtió en parroquia por traslado de la vieja parroquia de San Juan de Vallupié, cuya iglesia medieval amenazaba ruina. En 1771 adoptó la advocación definitiva de San Juan el Real.
En 1999 se abrió un pequeño museo parroquial instalado en la sacristía, la sala capitular y los accesos a las mismas.

## Descripción

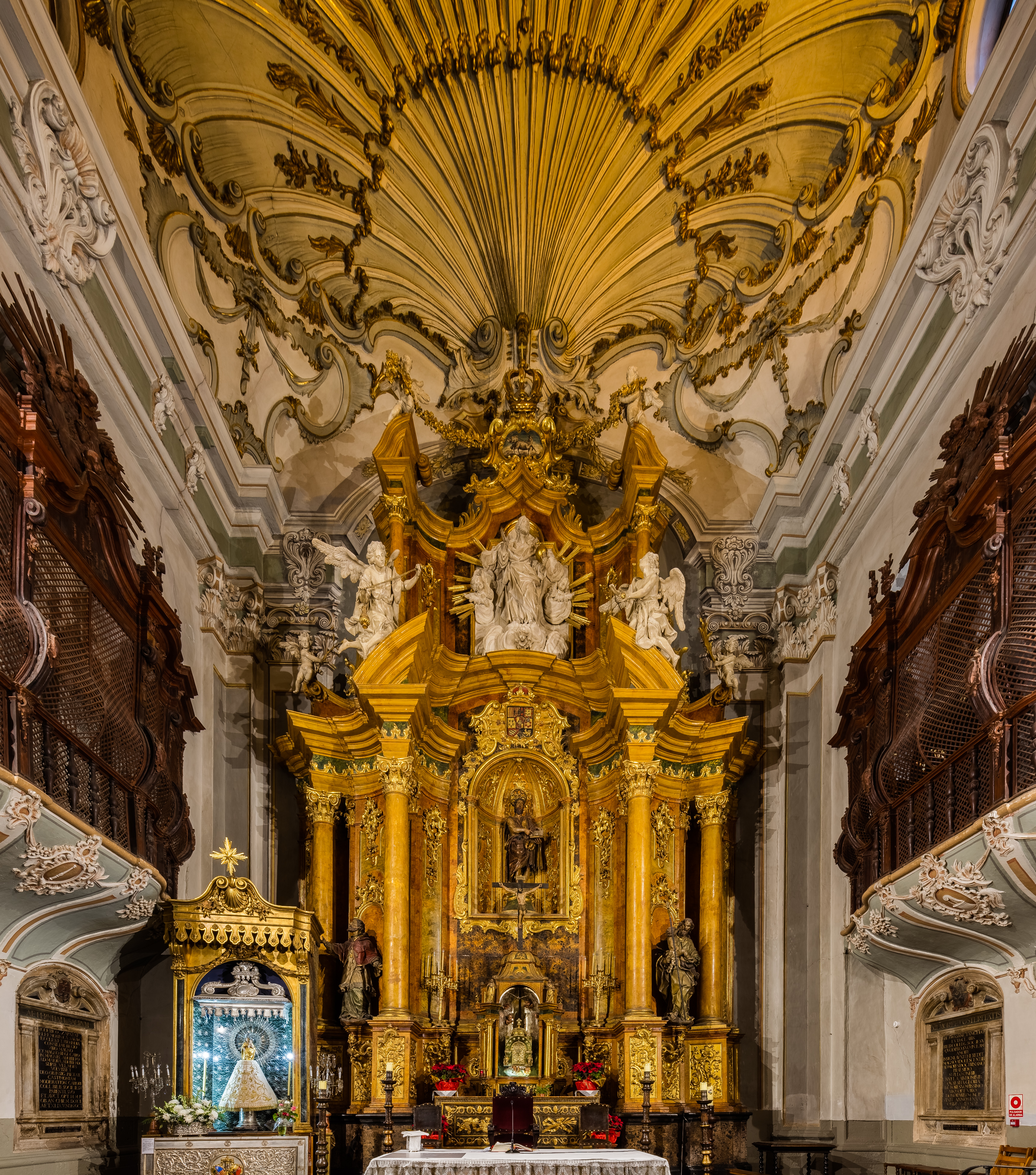
Cabecera y crucero

Se trata de un templo de planta de cruz latina con crucero. Sobre el mismo se eleva un tambor de sección octogonal con ventanales y cubierto con cúpula y linterna; interiormente, la estructura presenta un desarrollo circular y apea sobre pechinas, sobre las que realizó sus pinturas un Goya juvenil. Sobre las capillas laterales situadas entre los contrafuertes de la nave y comunicadas entre sí discurre una galería-tribuna conformada por una serie de arcos de medio punto, dos por cada tramo de nave, que actualmente cierran una obra de carpintería y un acristalamiento. La decoración, recargada aunque elegante, fue incorporada en el siglo XVIII. Consiste en molduras y yeserías abultadas con temas vegetales, configurando uno de los interiores barrocos tardíos más interesantes de Aragón. 
Una artística concha de estilo rocócó, al gusto centroeuropeo, cubre de la cabecera. El retablo mayor, obra del siglo XVIII, fue realizado por el artista local Gabriel Navarro e incluye tallas de Damián Forment y Juan de Moreto. Varios de los retablos laterales quedaron sin decorar debido a la expulsión de los jesuitas, si bien la falta de policromía no mengua la belleza de sus tallas. A los santos de la Compañía de Jesús se dedicaron algunos retablos, y otros han tomado imágenes de devoción. Una minoría proceden de templos desaparecidos. Destaca una pintura de la Inmaculada Concepción, pintada por José Luzán a mediados del XVIII por encargo de la familia Pignatelli. El órgano, restaurado en 2001, se compone de un vistoso mueble rococó dieciochesco, estuche de un instrumento de gran calidad sonora, completado y actualizado por los talleres G. Grenzing.

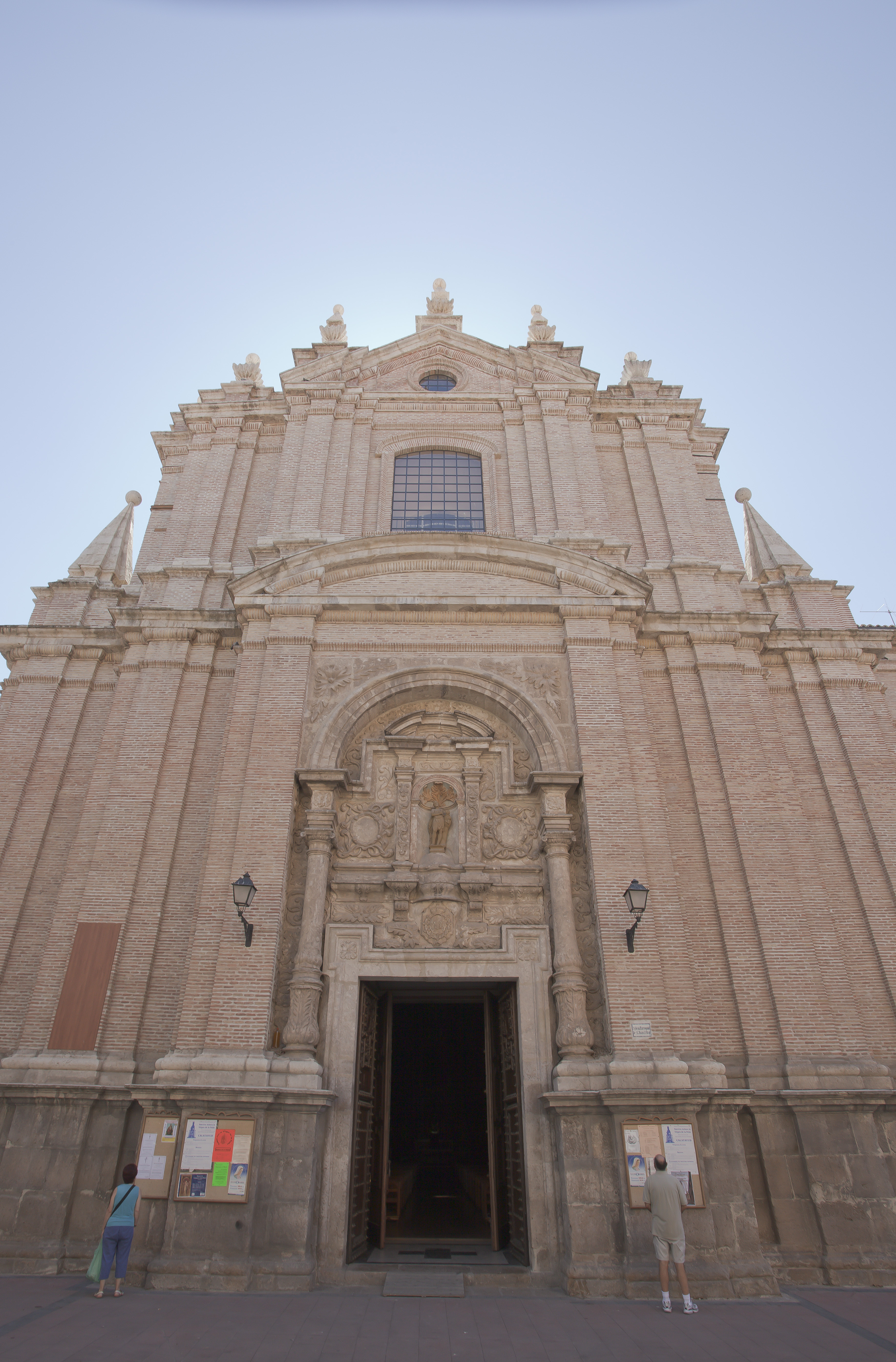
Portada principal

Ajustada en sus detalles al barroco jesuítico, la portada principal parece ser aprovechada de una construcción anterior. De maciza horizontalidad, se compone de dos cuerpos con profusión de pilastras en los paramentos, y sobre los aleros se distribuyen chapiteles y florones rematados en pirámides y bolas. En el cuerpo inferior, un arco triunfal con rosca de medio punto y sostenido por columnas abalaustradas enmarca un tímpano de molduras rectas y relieves de tipo vegetal, con hornacina en el centro; el conjunto es embutido bajo un frontón de sección circular. El cuerpo superior, sobre esta misma calle central, presenta gran ventanal de arco escarzano y óculo en el tímpano de un frontón triangular.
La torre, construida en 1775, se adecúa a las estilizadas formas mudéjares características del arte sacro de la ciudad. Consta de cuatro cuerpos: el primero es prismático y no está decorado; el segundo es cuadrado con esquinas achaflanadas; el tercero es de sección octogonal y aloja los campaniles; y el cuarto es un pequeño tambor octogonal que sostiene el chapitel con forma de cebolla apuntada. Tanto la torre como la portada han sido restaurados en años recientes.

### Pinturas de Goya

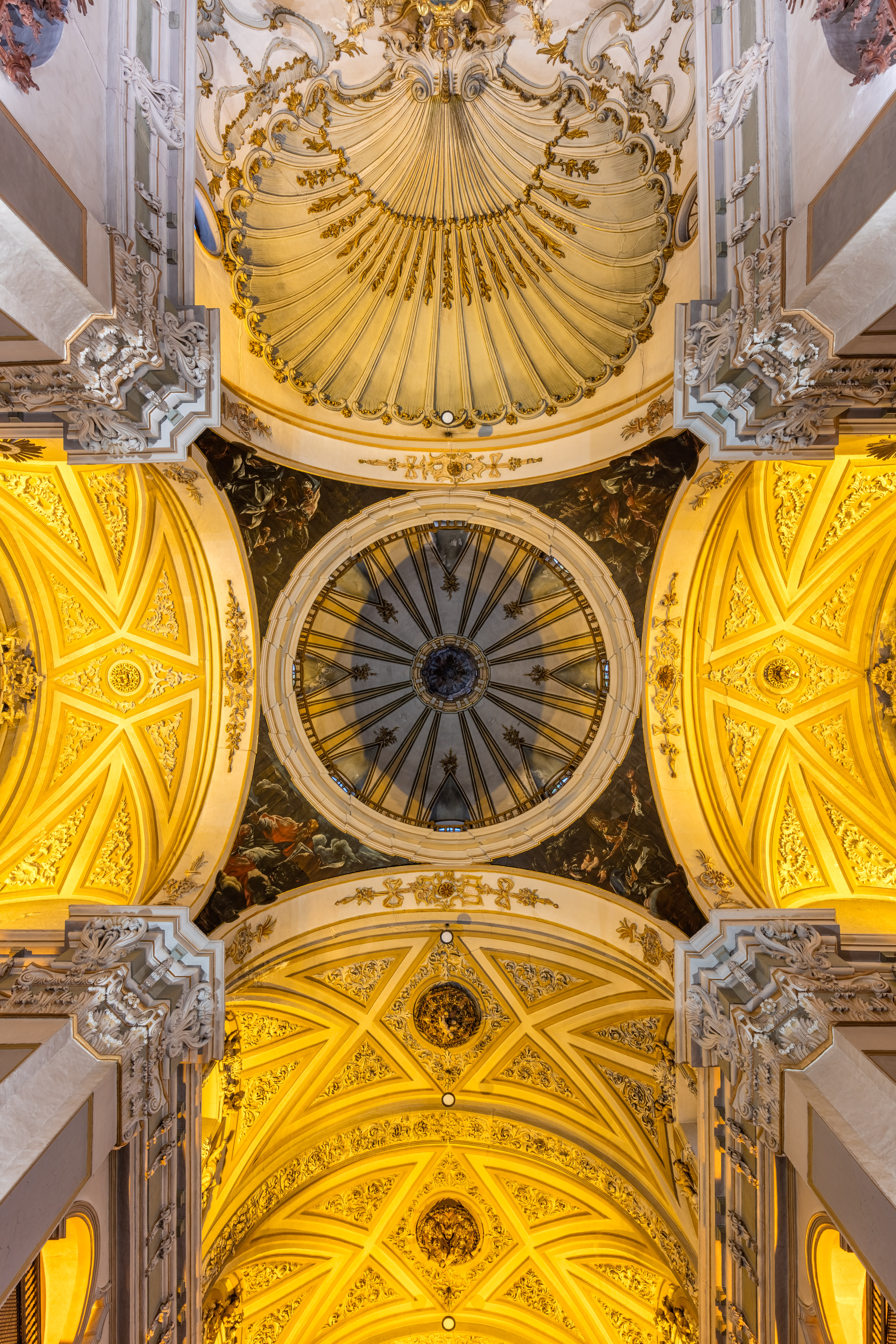
Pechinas de la cúpula con los óleos de Goya

Constituyen el patrimonio artístico más destacado de la iglesia. En las cuatro pechinas que sostienen la cúpula del crucero aparecen pintadas, no al fresco, sino al óleo y sobre lienzo, recortado y adaptado a la forma triangular curva del elemento arquitectónico, cuatro retratos de los Padres de la Iglesia: San Agustín y San Ambrosio, obispos; San Jerónimo, cardenal, y San Gregorio, papa. Goya las pintaría a la juvenil edad de 20 años, en 1766, tras formarse en la Academia de Dibujo de Zaragoza y antes de realizar su viaje a Italia, y el mismo año en que concursó por segunda e infructuosa vez al premio de pintura de la Real Academia de Bellas Artes de San Fernando. Sobre su elaborado fondo oscuro, las figuras se logran a base de rápidas y decididas pinceladas de luminosos colores en las que se aprecia ya el germen de la obra madura del genial aragonés.
La otra obra goyesca, en este caso una atribución no certificada más allá de toda duda, se halla en la Sala Capitular de la iglesia, hoy convertida en espacio museístico, decorando las puertas de madera de un armario de reliquias empotrado cuyas medidas son 2,30 metros por 70 centímetros. Las pinturas presentan dos escenas de escenario celeste y angelical, la Asunción de la Virgen y San Íñigo abad, patrón de Calatayud, nacido aquí en el siglo XI. La autoría de Goya se planteó en 1999 con motivo de la restauración de las pinturas realizada por un equipo de expertos integrado entre otros por el restaurador Patxi Roldán. 

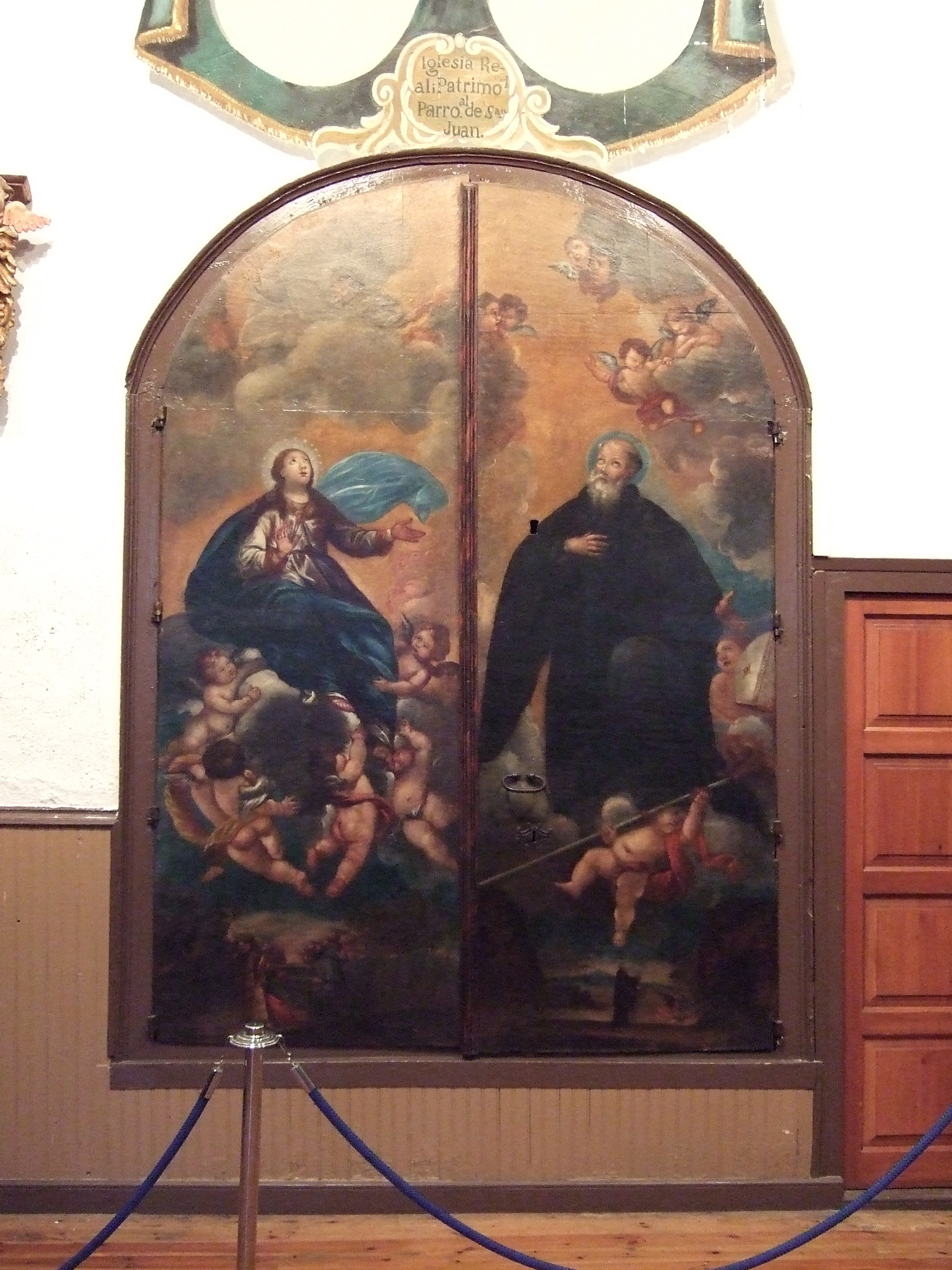
Ascensión de la Virgen y San Íñigo, pintura atribuida a Goya en el armario de reliquias de la Sala Capitular

Según Roldán, los colores y texturas sacados a la luz sólo podían corresponder a Goya, un Goya excepcionalmente joven, que habría podido pintarlos a la edad de 14 años, es decir, en 1760, aunque Roldán admitió un baremo temporal que tendría como fecha más tardía 1770. Rogelio Buendía, profesor de la Universidad Autónoma de Madrid, avaló la opinión de Roldán asegurando que estas dos pinturas sobre tabla se aproximaban mucho estilísticamente a las de su natal Fuendetodos, reconocidas como las más antiguas que llegaron a fechas contemporáneas, destruidas durante la Guerra Civil y documentadas en fotografía. Por eso, Buendía propuso estar ante las más antiguas pinturas conservadas del maestro. Sin embargo, la tosca calidad formal de estas pinturas suscitó el escepticismo de varios especialistas, entre ellos la historidadora del Museo del Prado Manuela Mena.

### Museo parroquial
Desde 1999 funciona un pequeño museo parroquial en el espacio comprendido por la sacristía, la sala capitular y los accesos a las mismas. 
La sacristía, dividida en tres partes por arcos mixtilíneos, constituye un conjunto muy interesante, tanto por la carpintería de muebles y puertas como por la decoración y obras de arte que contiene. Se destacan la elaborada cajonería taraceada de nogal, barroca del siglo XVII, destinada a guardar las ropas y ornamentos litúrgicos, unos armarios con pinturas de los cuatro arcángeles (Miguel, Gabriel, Rafael y Uriel) y las tallas de los santos jesuitas Ignacio de Loyola, Francisco Javier y Francisco de Borja, más una de S. Pedro. 
El vestíbulo que comunica la Sacristía y la Sala Capitular posee unas puertas de nogal con relieves alusivos a la Virgen. Se ubica aquí un lienzo del siglo XVI, regalado por un limosnero de la Parroquia, que representa a la Virgen del Pópulo.
En la Sala Capitular puede verse el comentado armario de las reliquias, así como lienzos de escuelas italiana y española de los siglos XVI al XVIII, dos relicarios procedentes de la Iglesia Parroquial de Sediles, orfebrería litúrgica y, procedentes de la antigua parroquia de San Juan de Vallupié, un asiento gótico para el terno de oficiantes, obra mudéjar del siglo XV hecho por los hermanos Farax y Brahem, apodados los Rubio, más una talla de madera policromada de San Juan Bautista del siglo XVI.

## Galería

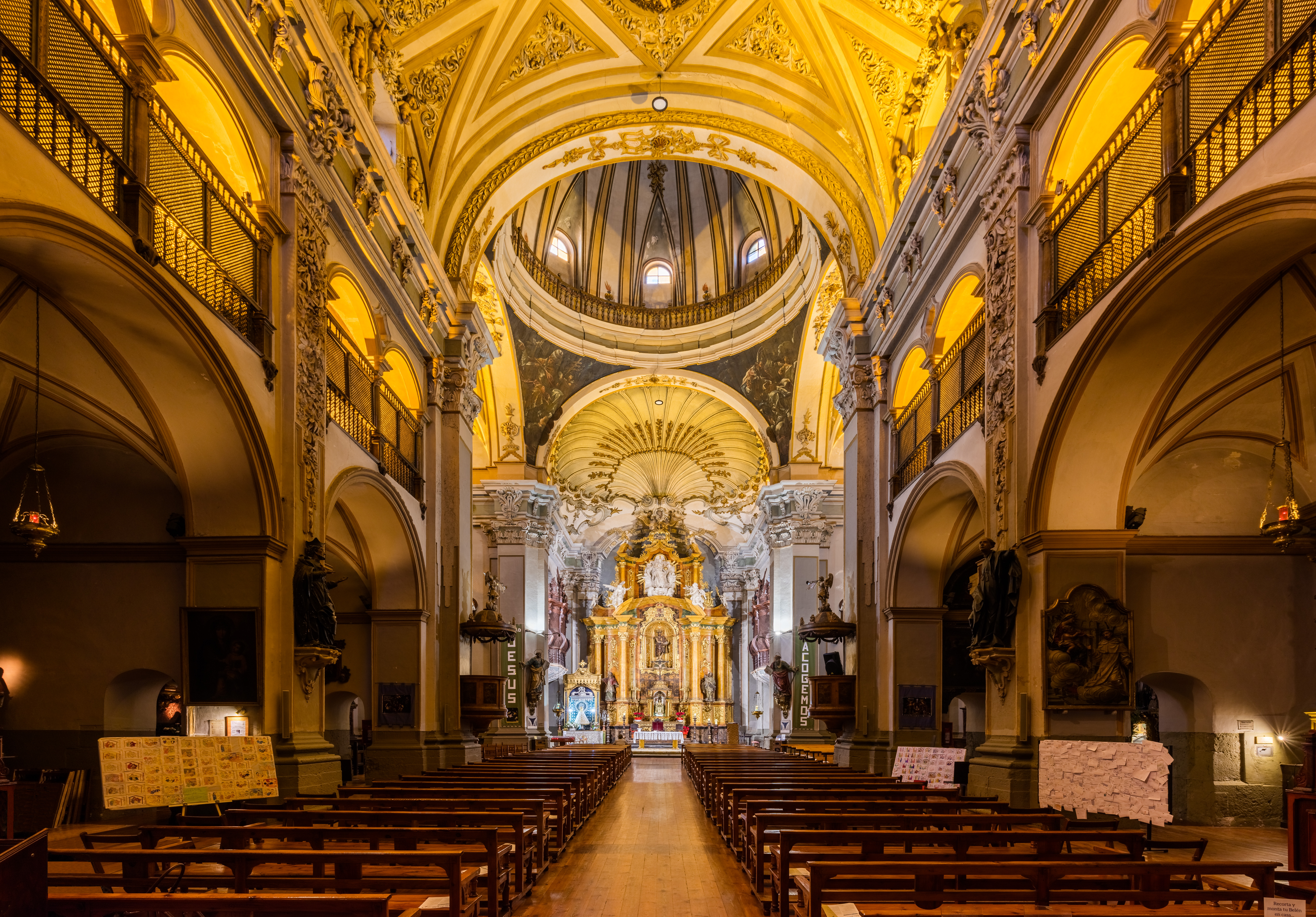
Vista de la nave principal desde la entrada.
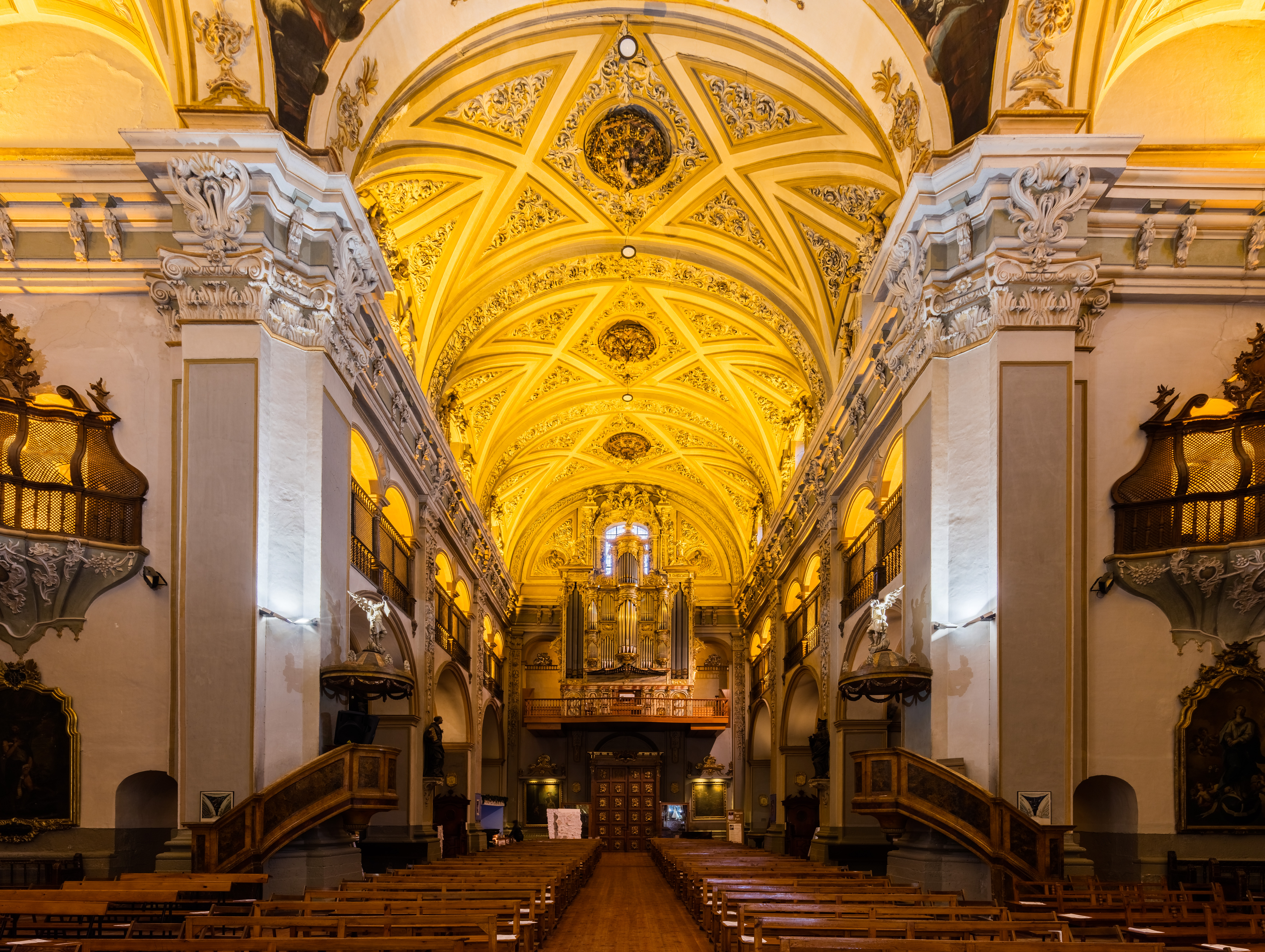
Vista de la nave principal desde el altar.
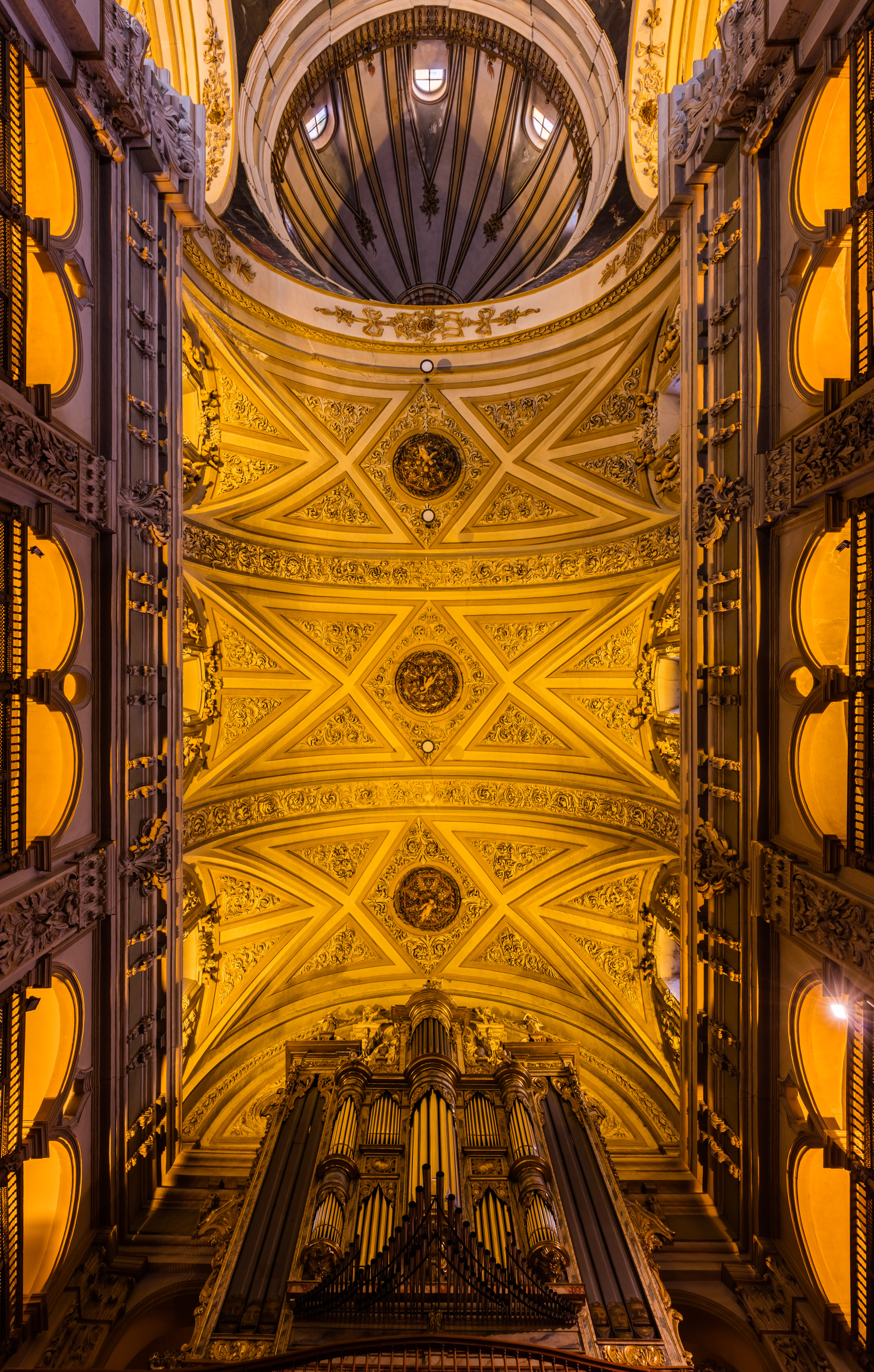
Vista superior.
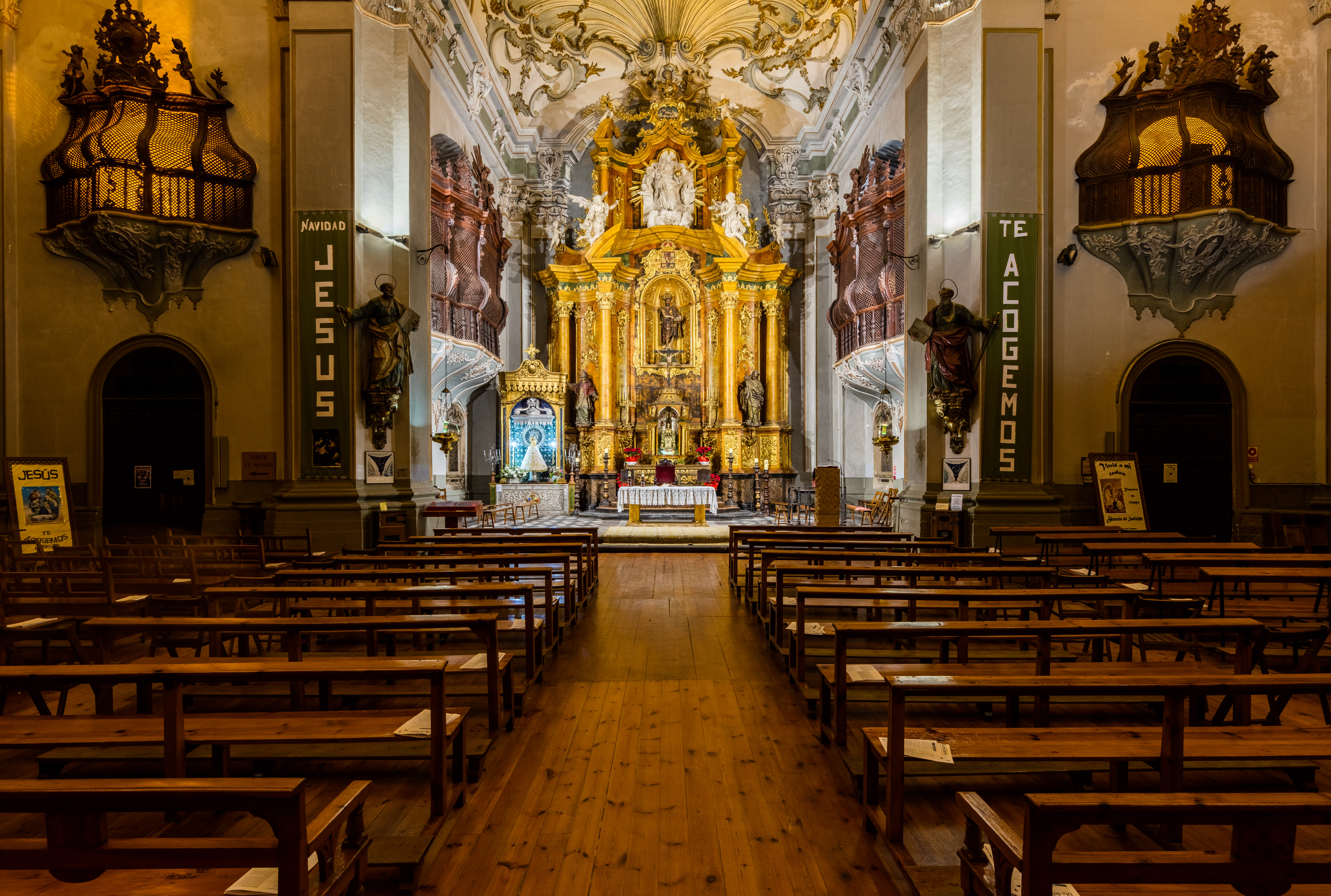
Bancos.
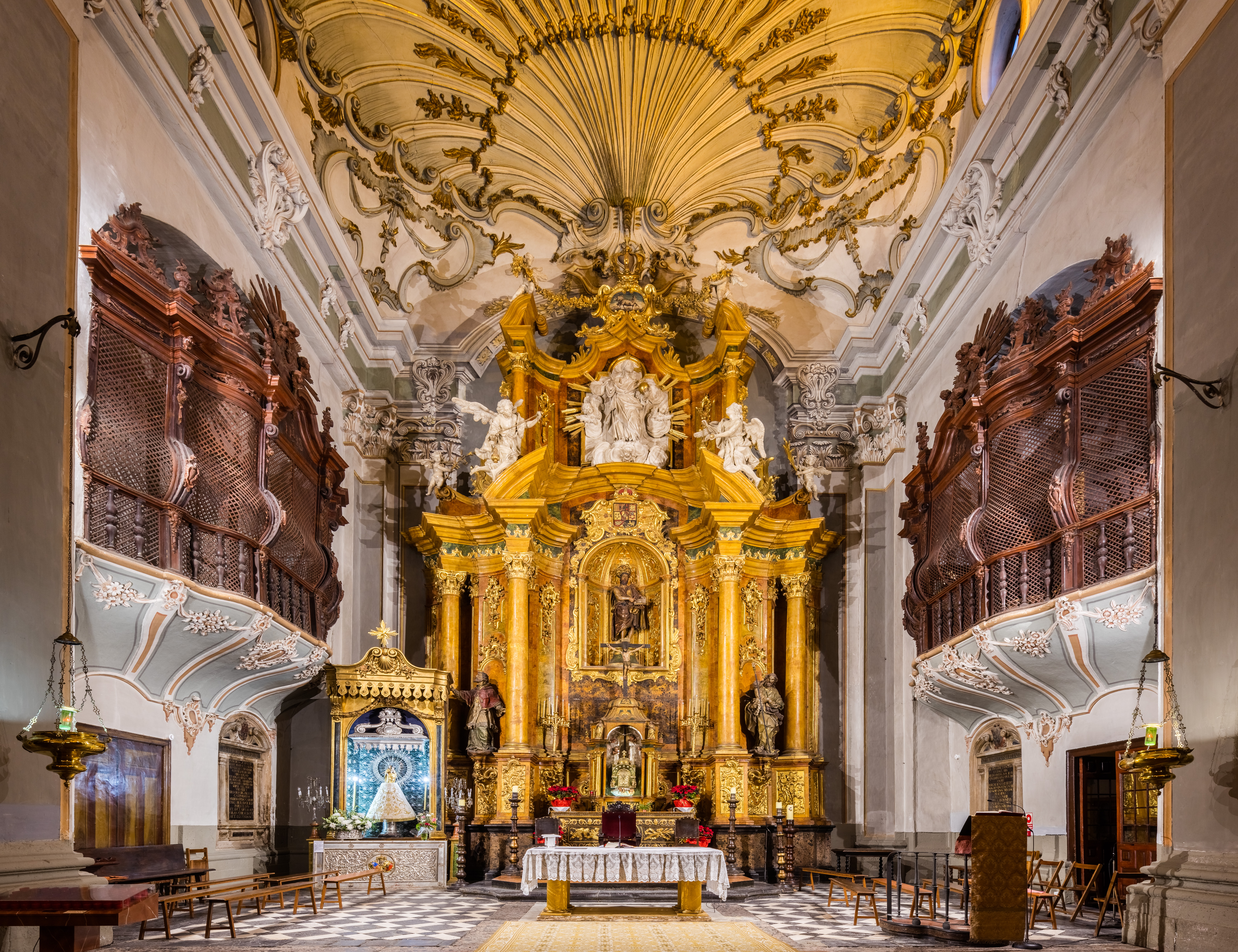
Altar y retablo.
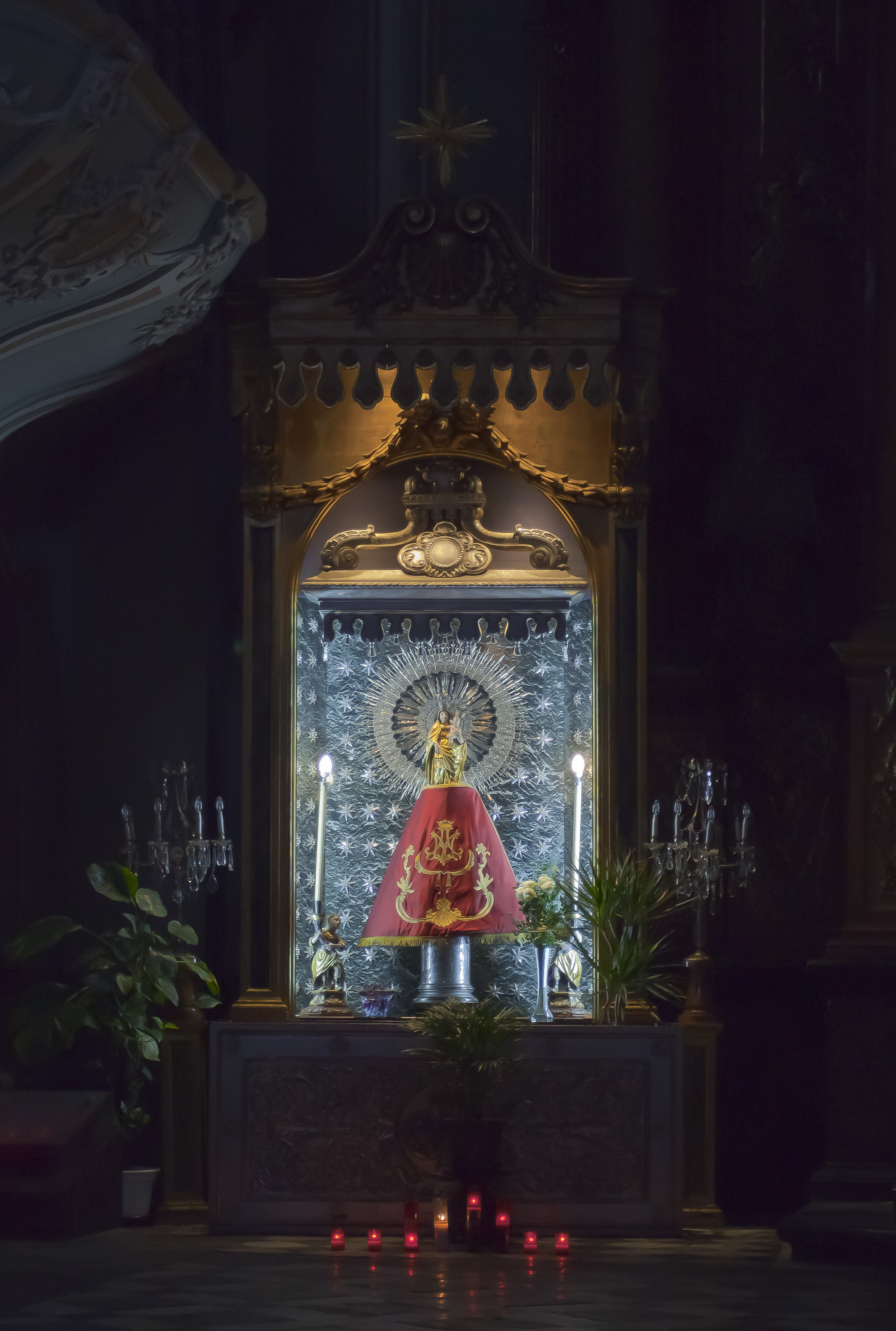
Virgen del Pilar.
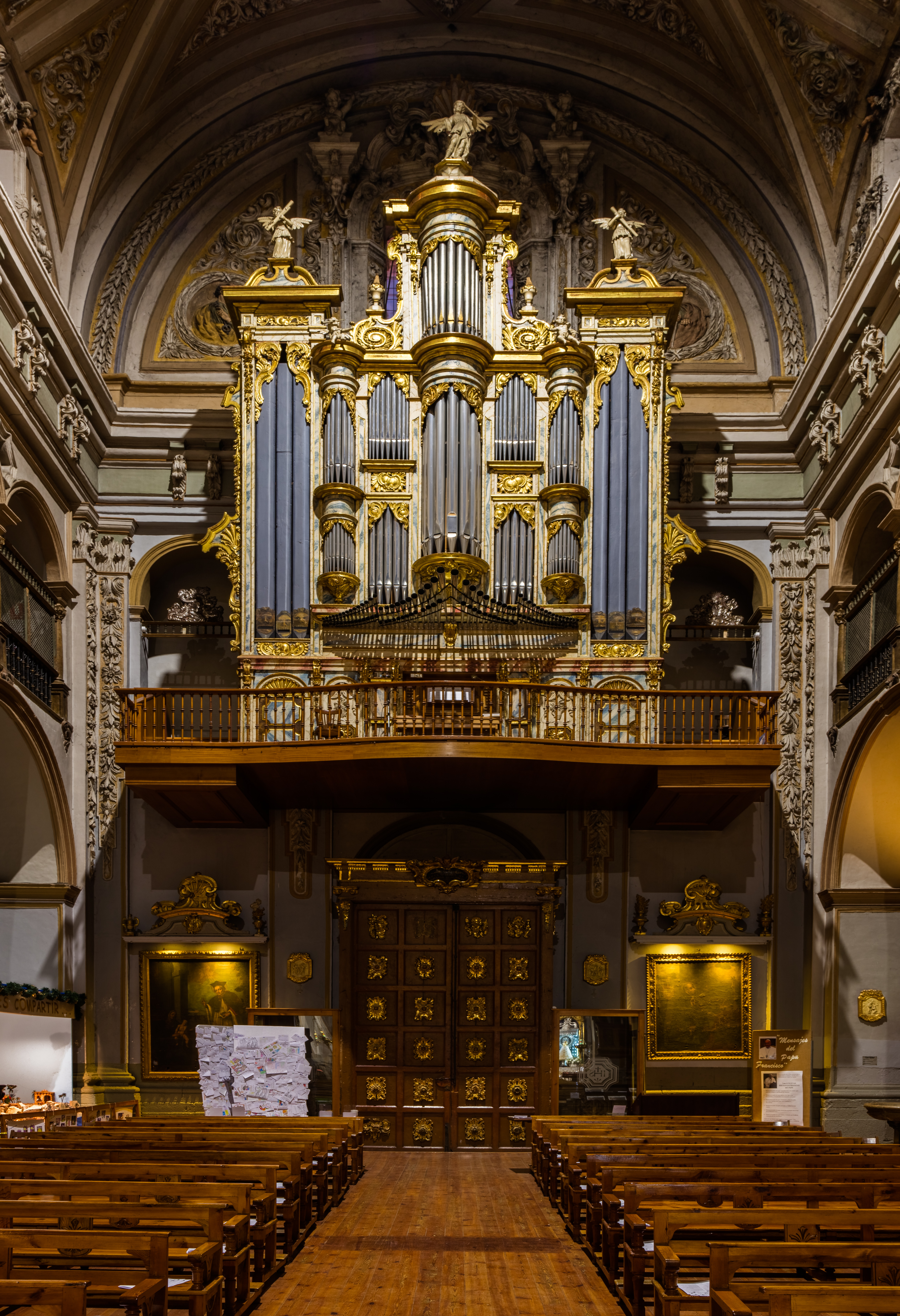
Órgano.
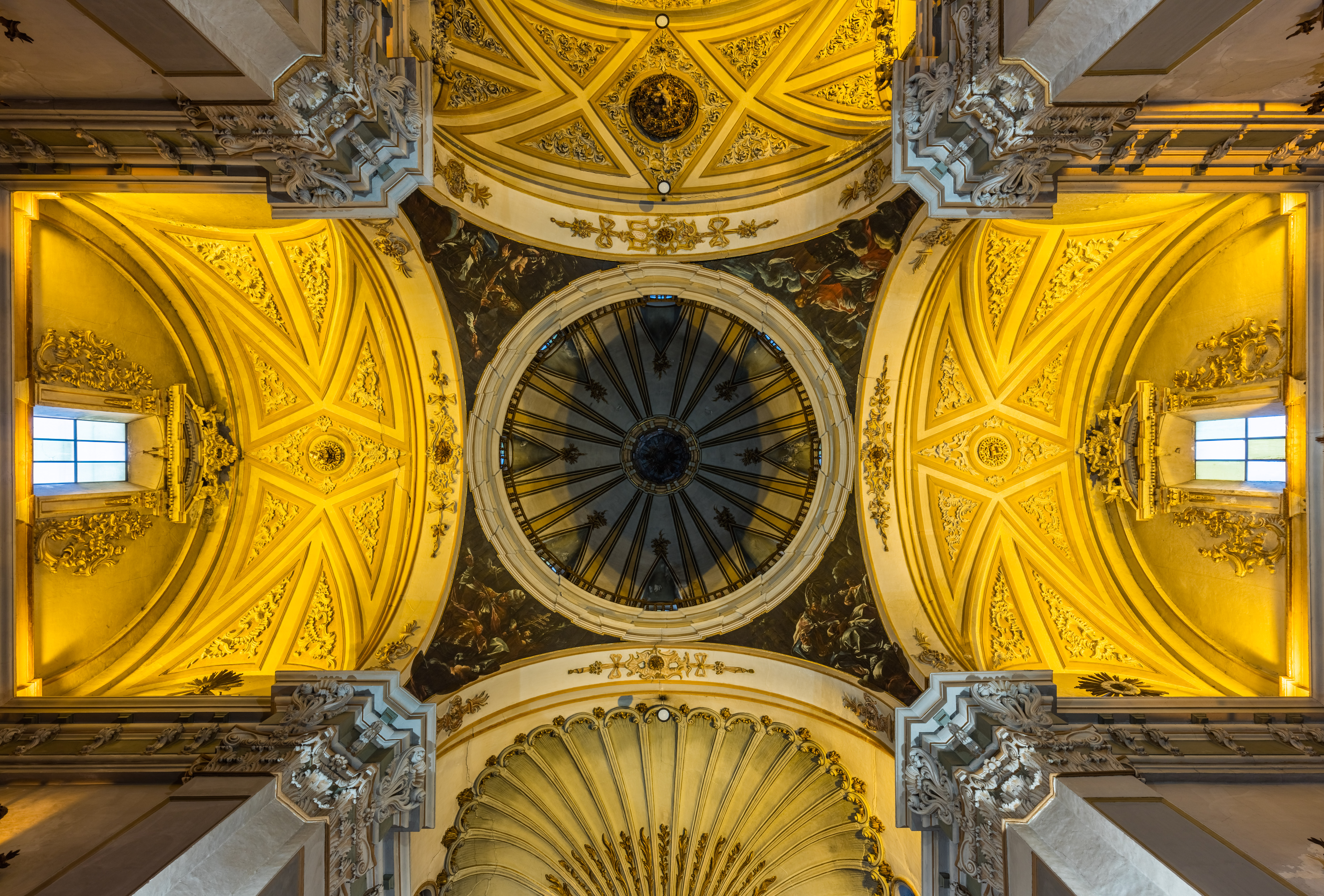
Crucero.
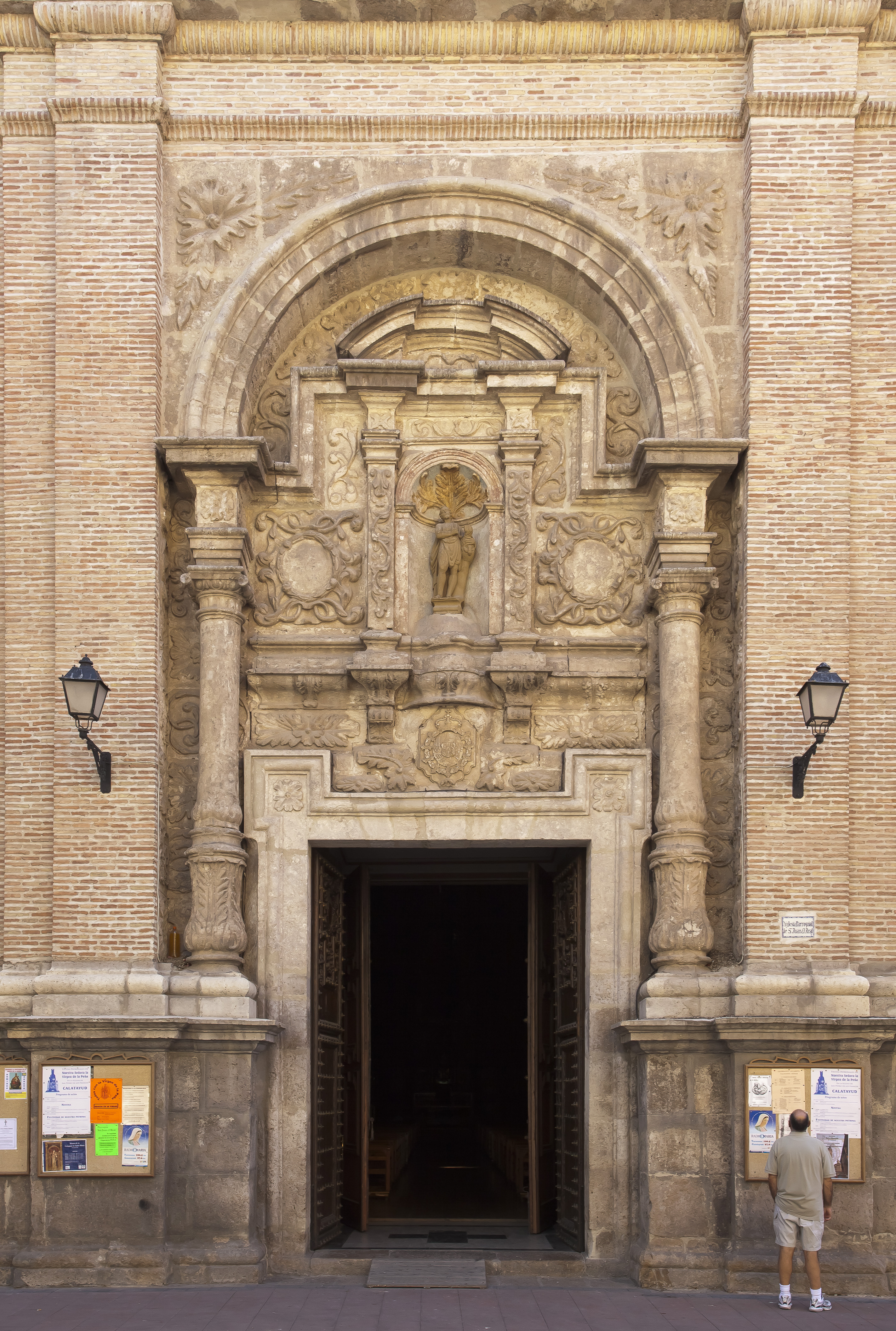
Portada principal.
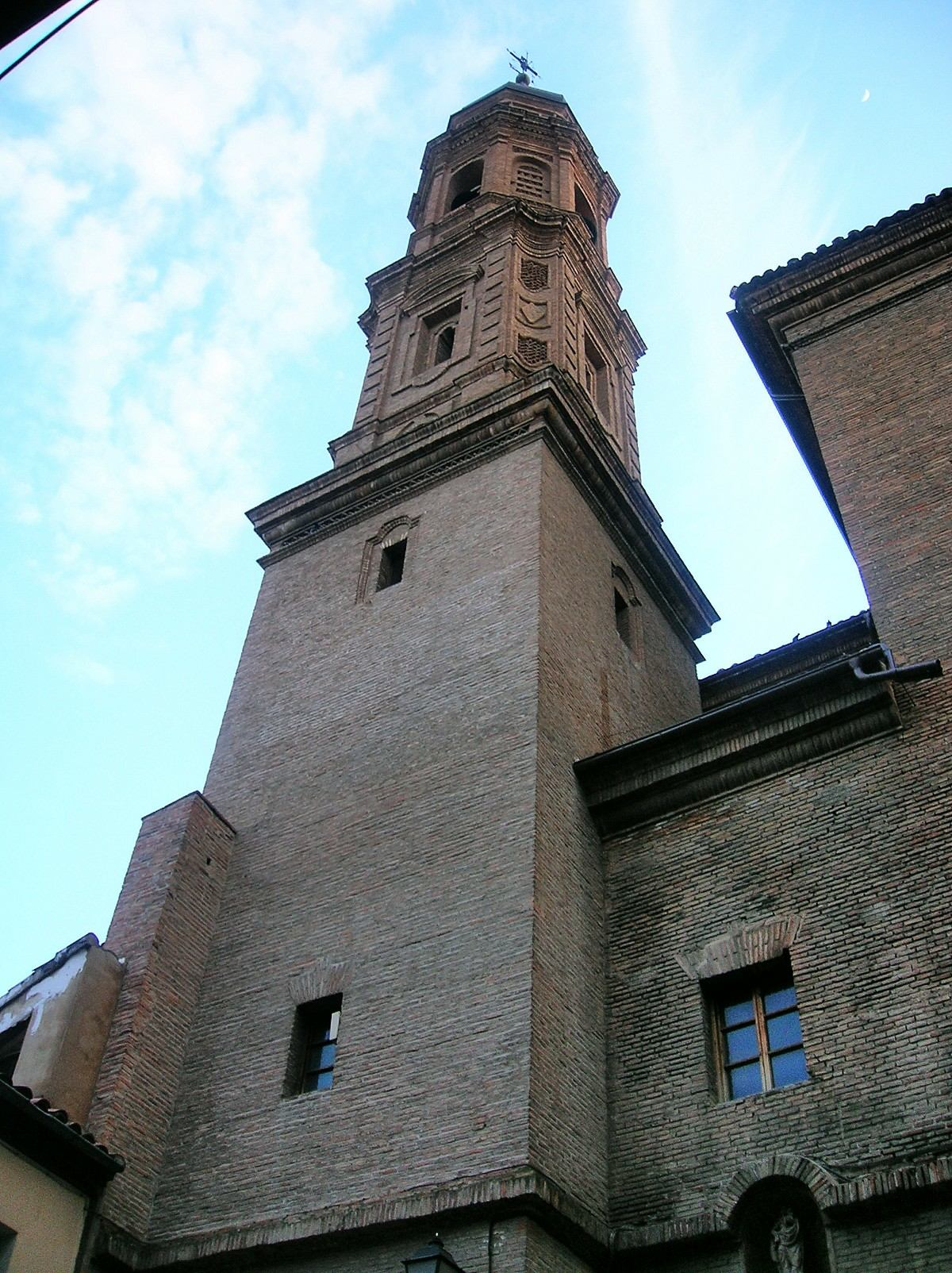
Aspecto de la torre.
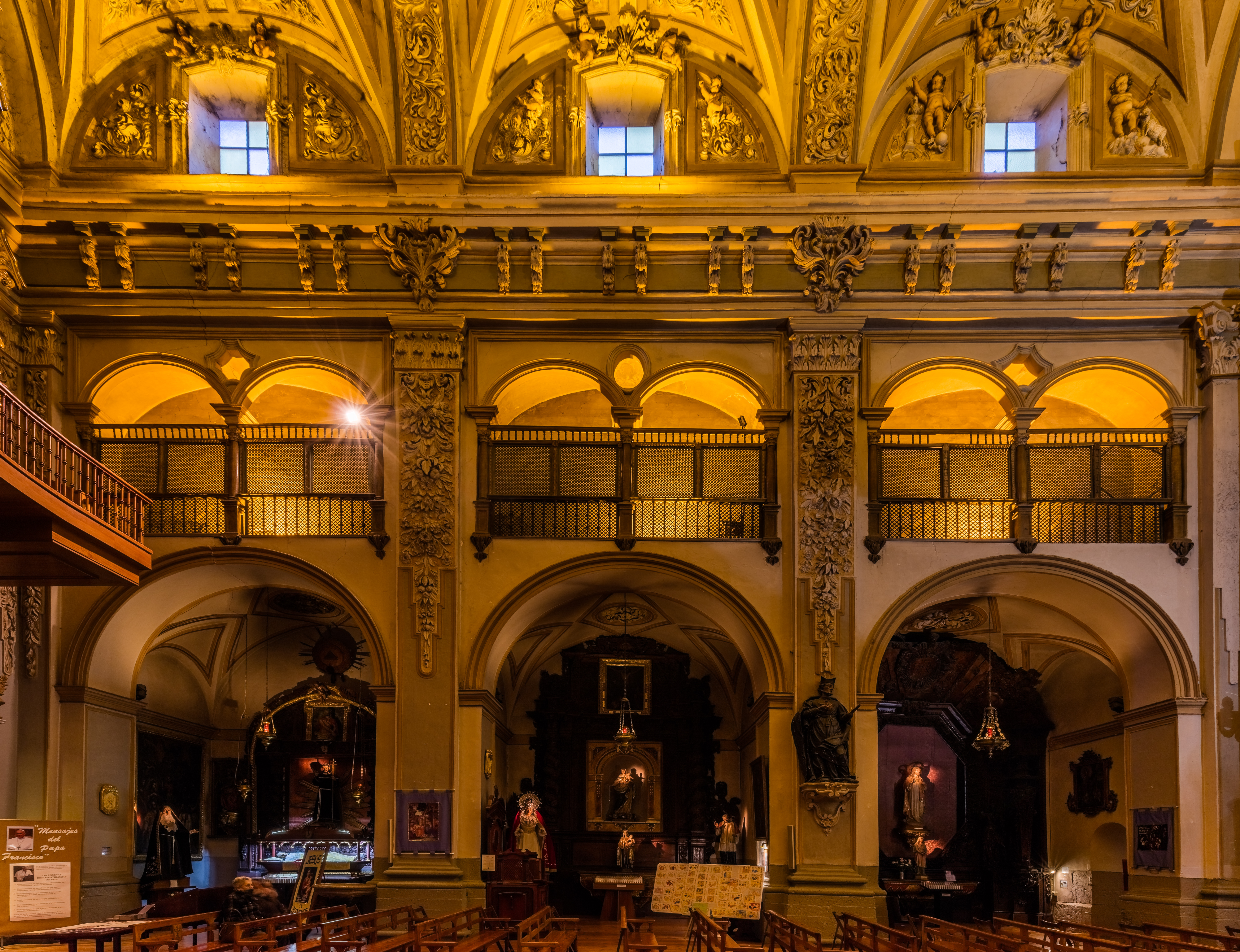
Capillas laterales.
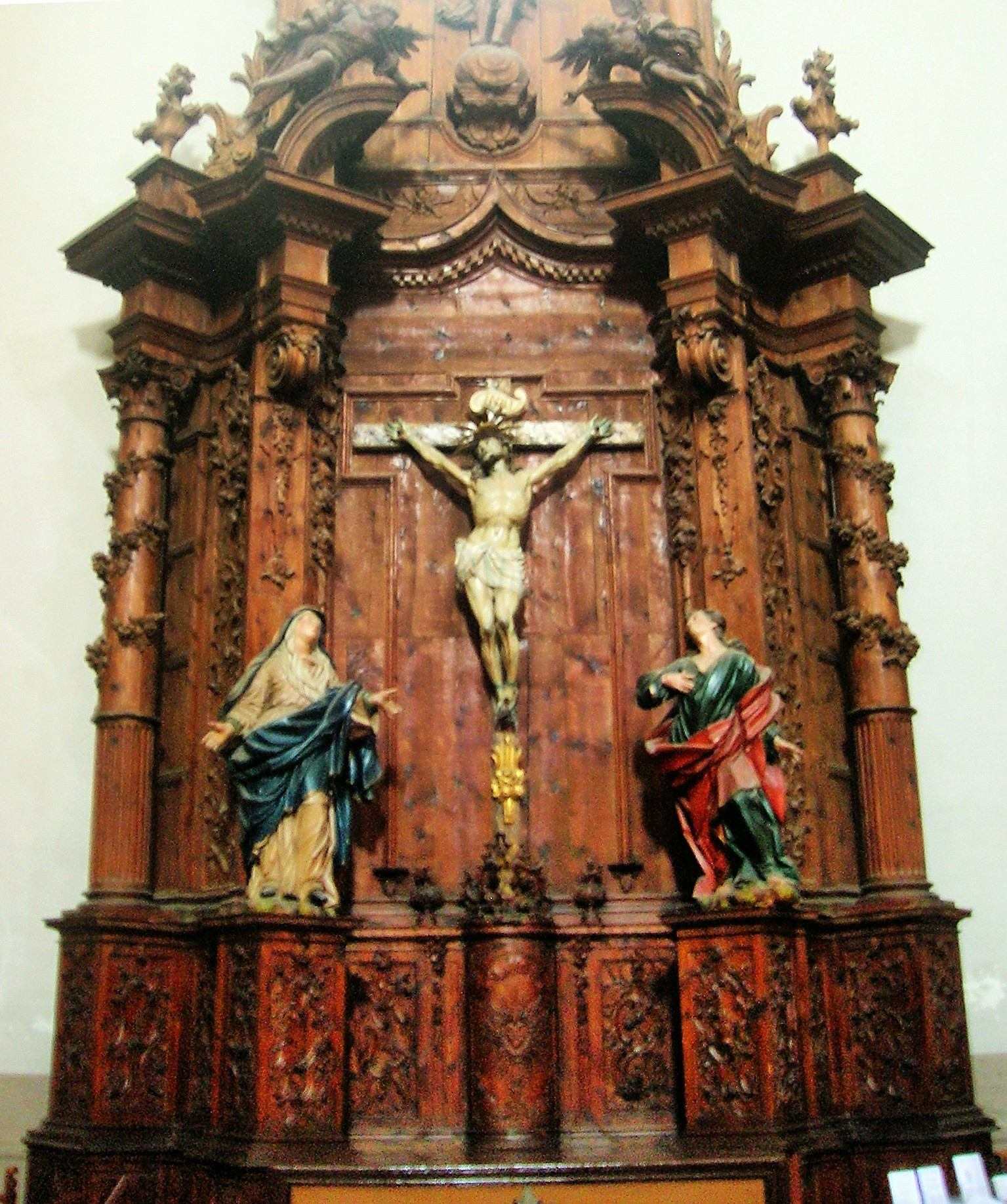
Calvario barroco.

- Datos: Q5910585
- Multimedia: San Juan El Real de Calatayud / Q5910585